# Batalla de Legnica
La batalla de Legnica (en polonès: Bitwa pod Legnicą) va tenir lloc prop de la ciutat del mateix nom a Silèsia el 9 d'abril de 1241. Era un intent de detenir l'avanç per Europa de les hordes mongols i, malgrat la seva victòria i a causa de la inestabilitat interna, aquest és el punt més occidental que van arribar al continent.

## Antecedents
El 1234 o 1235 es va decidir la Invasió mongola de Rússia i pobles veïns i Batu Khan fou designat cap suprem de la gran expedició mongola de 150.000 homes que va sortir la primavera del 1236. La direcció efectiva de l'expedició corresponia al general Subotai que tenia llavors uns 60 anys, però la direcció titular era de Batu. L'hivern del 1239 al 1240 els mongols van acabar de sotmetre les estepes de Rússia meridional, i sota direcció de Mongke van ocupar Maghas, capital dels alans o ases (asod en mongol). La campanya que va seguir va culminar amb la conquesta de Kiev el 17 de desembre de 1240.
L'hivern del 1240 els mongols van dividir les seves forces en cinc columnes i l'exèrcit de Batu, sota la direcció de Baidar i Kaidu, va marxar contra Polònia per distreure les forces poloneses i evitar que donessin suport als hongaresos, l'objectiu principal. Van creuar el Vístula glaçat (13 de febrer de 1241) i van saquejar Samdomierz, arribant fins als afores de Cracòvia; un exèrcit polonès fou derrotat a Chmielnik (18 de març de 1241). Boleslau IV va fugir de Cracòvia (evacuada tanmateix pels habitants) i es va refugiar a Moràvia. La ciutat fou cremada pels mongols, que seguidament van entrar a Silèsia sota la direcció de Baidar i van creuar l'Oder a Ratibor.

## Batalla
El duc Enric II el Pietós va fer front els mongols amb entre 2.000 i 3.000 homes que foren derrotats, entre ells el destacament de Miecislau II el Gras que fou el primer que s'hi enfrontà, el 9 d'abril de 1241 a la batalla de Legnica.

## Conseqüències
Tot seguit els mongols van entrar a Moràvia, assolant el país, però sense poder ocupar la ciutat d'Olmutz defensada per Iaroslav de Sternberg. De Moràvia aquesta part de l'exèrcit mongol es va dirigir cap a Hongria on ja operava la resta de l'exèrcit, sota la direcció del mateix Batu i del general Subotai.